# Cantonul Soissons-Nord
Cantonul Soissons-Nord este un canton din arondismentul Soissons, departamentul Aisne, regiunea Picardia, Franța.

## Comune
- Chavigny
- Crouy
- Cuffies
- Juvigny
- Leury
- Pasly
- Pommiers
- Soissons (parțial, reședință)
- Vauxrezis
- Venizel
- Villeneuve-Saint-Germain